# Флаг Ступина
Флаг городского поселения Сту́пино — официальный символ муниципального образования городское поселение Ступино Ступинского района Московской области Российской Федерации.
Решением Геральдического совета при Президенте Российской Федерации, протокол №42 от 11 апреля 2008 года, был внесён в Государственный геральдический регистр Российской Федерации с присвоением регистрационного номера 3986.
Разработан по правилам и соответствующим традициям вексиллологии.

## Описание флага
Утверждённый решением Собрания представителей Ступинского района №36/6 как городской, ввиду единства органов местного самоуправления, являлся символом городского и районного статуса. Описание гласило:

Флаг города Ступино из полотнища голубого цвета, в центре которого изображён золотой летящий налево сокол, под ним размещены две золотые четырёхлучевые звезды в виде скрещённых пропеллеров, окружённых золотым сиянием в виде ромбов. Под звёздами в нижней части флага располагается изображение реки Оки белого цвета с малыми волнами.

После муниципальной реформы 2006 года город и район образовали отдельные муниципальные образования и флаг стал символом городского поселения Ступино.
19 ноября 2009 года, решением Совета депутатов городского поселения Ступино №27/3, было утверждено положение, вступившее в силу после официальной публикации в газете «Ступинская панорама» № 34(37) от 01.12.2009. Новой отличительной особенностью стало уменьшение размера гербовой композиции. Геральдическое описание гласит:

Прямоугольное двухстороннее полотнище голубого цвета с отношением ширины к длине 2:3. В лазоревом поле золотой летящий вправо сокол с серебряным клювом над двумя золотыми равноконечными крестами, плечи которых дугообразно сужаются к концам плеч и центрам крестов; каждый из крестов вписан в ромб с вогнутыми сторонами под ними — волнистый, тонко окаймлённый золотом серебряный пояс. Ширина гербовой композиции составляет 1/5 длины флага.

## Обоснование символики
Сокол символизирует храбрость, разум, красоту, устремлённость в будущее.
Два скрещённых пропеллера, вписанные в ромб символизируют авиацию и причастность города к самолётостроению. Четырёхконечная форма звезды (ромб) выбрана как древний символ путеводности и уверенности в правильном выборе пути.
В нижней части флага извилистая серебряная лента аллегорически показывает реку.